# Tangenziale Sud di Verona
La tangenziale Sud fa parte del sistema di tangenziali di Verona, e collega Vago alla tangenziale Ovest in prossimità del Quadrante Europa, transitando a sud del quartiere di Borgo Roma. Conta le seguenti uscite: Vago, SP 38 Porcilana, tangenziale Est - San Martino Buon Albergo, SS 434 Transpolesana, Verona Borgo Roma, Verona Cà di David, Castel d'Azzano - Vigasio, via Esperanto - ZAI, Alpo - Fiera di Verona, Verona Santa Lucia - Golosine, Centro agroalimentare.
Essa affianca, per l'intero suo percorso, l'autostrada A4, a cui è connessa tramite il casello di Verona Est presso San Martino Buon Albergo (manca invece un collegamento diretto con il casello di Verona Sud). Nel tratto più orientale entrambe le carreggiate si trovano a sud dell'autostrada, mentre nel tratto occidentale la affiancano da ambedue i lati.
Questa superstrada (strada extraurbana principale) fa parte del progetto di creazione dell'anello superstradale attorno a Verona, previsto in futuro quando potrebbe essere eseguito un traforo sulle Torricelle, colline a nord est della città.
Non ha ricevuto una classificazione alfanumerica, è lunga circa 16 km ed è dotata di piazzole per la sosta di emergenza con colonnine SOS. Le uscite sono numerate. È gestita dalla società Autostrada Brescia-Verona-Vicenza-Padova.
| Tangenziale Sud di Verona |        | |      |       |                       |
| Tipo                      | Uscita | Indicazione | ↓km↓ | Prov. | Note                  |
|                           |        | Padana Superiore San Martino Buon Albergo - Verona Borgo Venezia - Lessinia |      |       |                       |
|                           | 1      | Vago - Lavagno Padana Superiore - Vicenza | 16,0 | VR    | SOLO CARREGGIATA SUD  |
|                           | 2 Bis  | Porcilana - Belfiore Milano-Venezia (casello di Verona est) - Vicenza | 14,6 | VR    | SOLO CARREGGIATA SUD  |
|                           | 2      | Tangenziale Est Milano-Venezia (casello di Verona est) San Martino Buon Albergo                                                                                                | 13,4 | VR    |                       |
|                           | 3 Bis  | Campalto - Zona artigianale e industriale | 12,7 | VR    | SOLO CARREGGIATA SUD  |
|                           | 3      | Transpolesana - Rovigo - Legnago San Giovanni Lupatoto - Bovolone - Verona | 7,2  | VR    |                       |
|                           | 4      | Verona Borgo Roma Ospedale Borgo Roma | 5,7  | VR    | SOLO CARREGGIATA NORD |
|                           | 4      | Verona Borgo Roma Ospedale Borgo Roma - Località Cà di David dell'Abetone e del Brennero - Mirandola - Modena Buttapietra - Isola della Scala - Nogara Ostiglia - Poggio Rusco | 5,5  | VR    | SOLO CARREGGIATA SUD  |
|                           | 5      | Verona Ca' di David Località Cà di David dell'Abetone e del Brennero - Mirandola - Modena Buttapietra - Isola della Scala - Nogara Ostiglia - Poggio Rusco                     | 5,5  | VR    | SOLO CARREGGIATA NORD |
|                           | 5 Bis  | Via Esperanto - Z.A.I. Milano-Venezia (casello di Verona sud) centro commerciale                                                                                               | 4,7  | VR    |                       |
|                           | 5      | Vigasio Rizza - Castel d'Azzano | 2,6  | VR    | SOLO CARREGGIATA SUD  |
|                           | 6      | Alpo Milano-Venezia (casello di Verona sud) Z.A.I. - Fiera di Verona - Verona - Genovesa                                                                                       | 1,8  | VR    |                       |
|                           | 7      | Verona Santa Lucia Madonna di Dossobuono - Golosine | 0,5  | VR    |                       |
|                           | -      | Centro Agroalimentare Interporto - terminali ferroviari Quadrante Europa | 0,0  | VR    |                       |
|                           |        | Tangenziale Ovest - Mantova - Brescia dell'Abetone e del Brennero - Trento - Valpolicella                                                                                      | -    | VR    |                       |